# Pul Biber

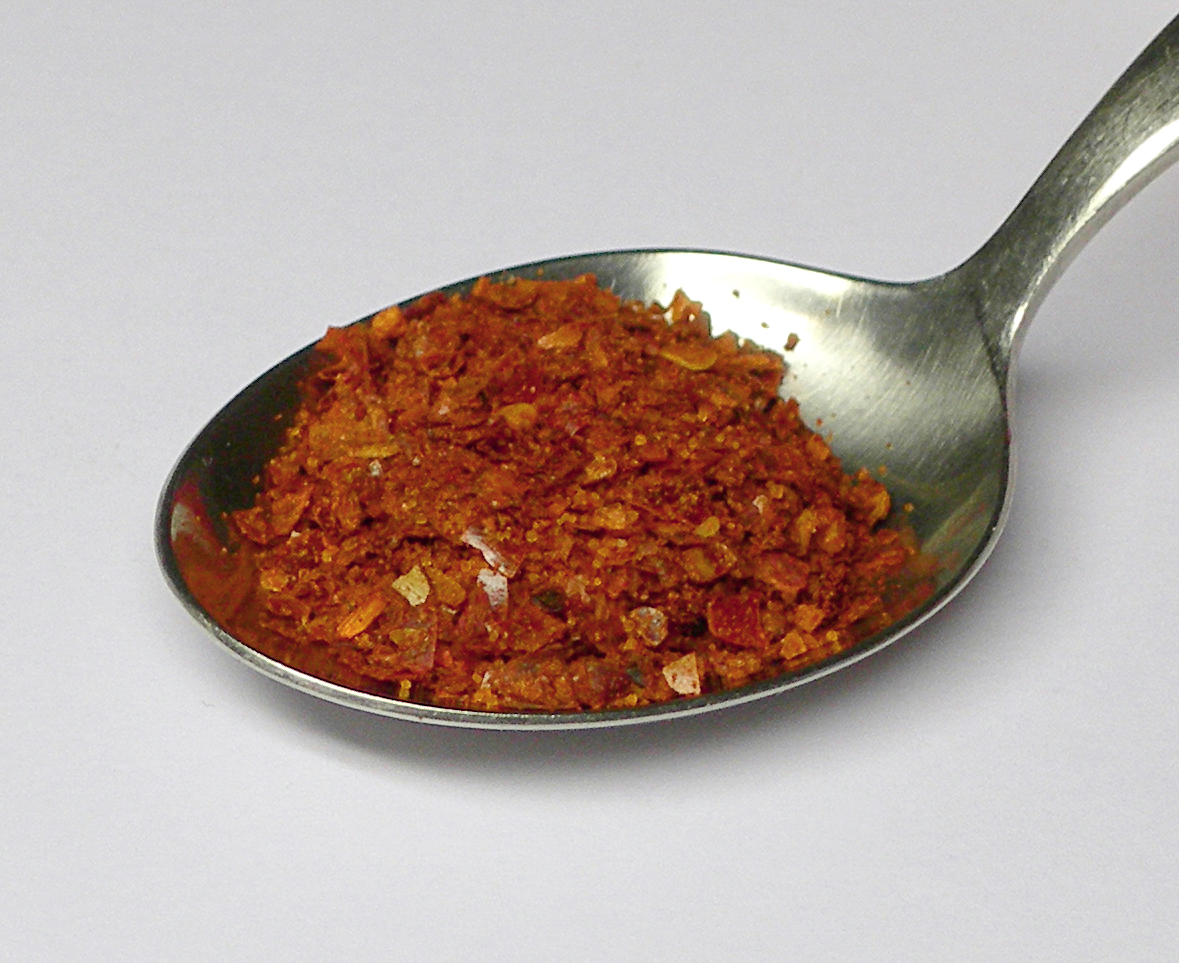
Pul Biber cu sare

Pul Biber este denumirea turcească pentru ardei uscat și pisat ușor iute sau iute, numiți și fulgi de ardei iute. De multe ori este vorba de un amestec de condimente cu aproximativ o cincime sare, parțial completat prin ulei vegetal și extracte de condimente.